# Ludhiana
Ludhiana este un oraș în India.